# Congrès Internationaux d'Architecture Moderne
Congrès Internationaux d'Architecture Moderne (den internationella kongressen för modern arkitektur) förkortat CIAM var en avantgardistisk organisation som med stor genomslagskraft propagerade för modernistisk stadsplanering och arkitektur. Idéerna som spreds genom CIAM fick mycket stort inflytande på stadsbyggandet under efterkrigstiden, särskilt i Europa och Nordamerika.
Kongressen grundades i juni 1928 i Château de La Sarraz i Schweiz. 
Organisationens förgrundsgestalter och främsta drivkrafter var till en början arkitekterna Le Corbusier, Ernst May, Mart Stam och konsthistorikern Sigfried Giedion. 
Bland de övriga grundarna fanns Karl Moser (CIAM:s förste president), Victor Bourgeois, Pierre Chareau, Josef Frank, Gabriel Guevrekian, Hugo Häring, Pierre Jeanneret (kusin till Le Corbusier), André Lurçat, Hannes Meyer, Gerrit Rietveld, Alberto Sartoris och Hans Schmidt.
Bland de svenska delegaterna på CIAM-kongresserna fanns Uno Åhrén och Sven Markelius, den senare ingick även en period i organisationens ledningskommitté CIRPAC (Comité International pour la Résolution des Problèmes de l’Architecture Contemporaine). 1952 hölls ett CIAM-möte i Sigtuna (det räknas dock inte som en fullvärdig kongress).
Fokus inom CIAM låg på stadsplanering och sociala frågor, exempelvis var ämnet för den andra kongressen i Frankfurt Die Wohnung für das Existenzminimun (Bostad för existensminimum). Vid kongressen i Bryssel 1930 diskuterades främst vilka hushöjder som var bäst lämpade för den moderna staden. 
Det mest kända resultatet av CIAM var ett manifest som kallas Charte d'Athènes och vars utkast skrevs 1933 på en kongress som genomfördes på båten SS Patris II från Marseille till Pireus. Huvudtankarna bakom var ursprungligen främst Le Corbusiers och handlade om den funktionella staden (The Functional city) vilken enligt Charte d'Athènes skulle vara zonerad, det vill säga uppdelad i olika zoner för olika funktioner: boende, rekreation, arbete, transport (och historisk bebyggelse). Bostadshusen skulle vara höga, fristående och glest placerade i ett parklandskap. 
Allt större oenighet bland delegaterna under kongresserna efter andra världskriget ledde så småningom till dess upplösning. En yngre generation arkitekter hade börjat kritisera de funktionalistiska stadsbyggnadsdoktrinerna och ifrågasatte Charte d'Athènes.
Vid mötet i Aix-en-Provence skärptes motsättningarna mellan den äldre och yngre generationen. Uppgiften att planera det kommande mötet i Dubrovnik gick till en grupp opponenter anförda av Alison och Peter Smithson från Storbritannien, Jacob Bakema från Nederländerna och George Candilis från Frankrike. Gruppen kallade sig Team X eftersom mötet skulle bli det tionde. 
Flertalet av de arkitekter som var med och grundat CIAM hade då lämnat organisationen och det blev allt mer uppenbart att den hade spelat ut sin roll. CIAM upplöstes efter kongressen som hölls 1959.

## Kongresser
- 1928: CIAM I - La Sarraz, Schweiz. Grundandet av CIAM.
- 1929: CIAM II - Frankfurt, Tyskland. Tema: The Minimum Dwelling
- 1930: CIAM III - Bryssel, Belgien.Tema: Rational Land Development.
- 1933: CIAM IV - Aten, Grekland.Tema: The Functional City
- 1937: CIAM V - Paris, Frankrike. Tema: Dwelling and Recovery
- 1947: CIAM VI - Bridgwater, Storbritannien. Tema: Reconstruction of the Cities
- 1949: CIAM VII - Bergamo, Italien. Tema: Art and Architecture
- 1951: CIAM VIII - Hoddesdon, Storbritannien. Tema: The Heart of the City
- 1953: CIAM IX - Aix-en-Provence, Frankrike. Tema: Habitat
- 1956: CIAM X - Dubrovnik, Jugoslavien. Tema: Habitat
- 1959: CIAM XI - Otterlo, Nederländerna. Organiserad upplösning av CIAM via Team X (Team 10)